# Nidd (rivier)

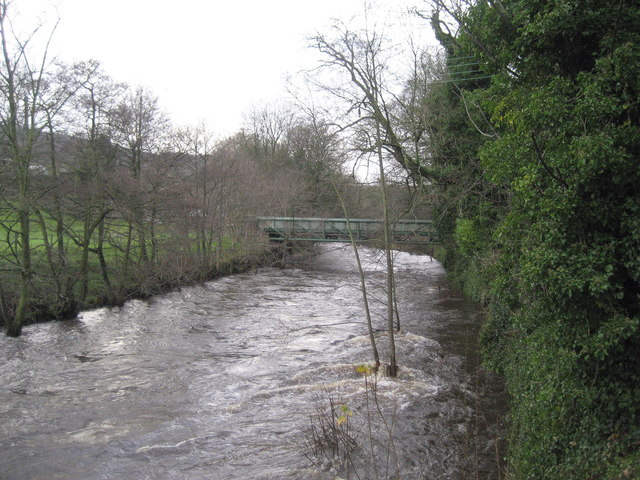
De Nidd bij Glasshouses

De Nidd is een Engelse rivier. Zij ontspringt in Nidderdale in de valleien van Yorkshire. De eerste mijlen van van de rivier is zij ingedamd en vormt zo de stuwmeren van Angram en Scar House, die toeristische attracties zijn, en het veel kleinere Gouthwaithe. De eerste belangrijke vestiging op haar loop is Pateley Bridge. Vervolgens passeert zij langs het noorden van Harrogate vooraleer Knaresborough te bereiken. De Nidd stroomt dan verder naar beneden en kruist de wegen A1 en A1(M) nabij het dorpje Cowthorpe. Vervolgens meandert de rivier totdat zij in de Ouse vloeit nabij Nun Monkton.
In Knaresborough stroomt de Nidd langs de grot van Mother Shipton, onder de plaatselijke spoorwegbrug. Op de rivier kan met roeiboten gevaren worden.
- Library of Congress Control Number: sh98002771
- Nationale Bibliotheek van Israël: 987007566222905171
- Virtual International Authority File: 315530422
- WorldCat: E39PBJpYDxff6KKBVWgDYM6kDq